# Gott der Hoffnung erfülle euch, BWV 218
Gott der Hoffnung erfülle euch, BWV 218 (Que Déu us ompli d'esperança) és una cantata – atribuïda inicialment a Johann Sebastian Bach– per al diumenge de Pentecosta. El llibret és d'Erdmann Neumeister i la música de Georg Philipp Telemann. En el catàleg de Bach correspon a 218/Anh. III 157.

## Discografia seleccionada
- The Apocryphal Bach Cantatas BWV 217-222. Wolfgang Helbich, Steintor Barock Bremen, Alsfelder Vokalensemble, Johanna Koslowsky, Kai Wessel, Harry Geraerts, Philip Langshaw. (CPO), 1992.